# Lucije Emilije Lepid Paul (konzul 34. pr. Kr.)
Lucije Emilije Lepid Paul (Lucius Aemilius Lepidus Paullus, oko. 77. pr. Kr. – oko 14. pr. Kr.), također poznat i kao Paul Emilije Lepid (Paullus Aemilius Lepidus) bio je rimski političar iz doba prijelaza Republike u Carstvo. Bio je unuk konzula Marka Emilija Lepida i sin konzula Lucija Emilija Lepida Paula te nećak trijumvira Marka Emilija Lepida.
Paul je služio kao konzul u 34. pr. Kr. i kao cenzor u 22. pr. Kr.
Njegova prva supruga je bila Kornelija Lentula (oko 54. pr. Kr. – 16. pr. Kr.) s kojom je imao dvoje djece: sina Lucija Emilija Paula Lepida, poznatog kao supruga Julije Mlađe te kćer Emiliju Paulu (oko 45. pr. Kr. – iza 14. pr. Kr.), suprugu sina Lucija Munacija Planka. Njegova druga supruga je bila Klaudija Marcela Mlađa, nećakinja cara Augusta.